# 宮崎市立西池小学校
宮崎市立西池小学校（みやざきしりつにしいけしょうがっこう）は、宮崎県宮崎市西池町にある公立小学校。

## 概要
- 児童数 - 889人(2022年度)

## 沿革
- 1955年 （昭和30年）
  - 4月1日 - 宮崎市立江平小学校の分校として開校。
  - 6月10日 - 創立開校記念日。
- 1956年（昭和31年）4月17日 - 宮崎市立西池小学校として独立。
- 2020年（令和2年） - 本校グラウンドに隣接していた宮崎県中部教育事務所が移転したことに伴い跡地に平屋建ての新校舎が建設（既存校舎から移動するための屋根付き渡り廊下も新設）

## 通学区域
西池小学校の通学区域には以下の区域が指定されている。
- 大橋
- 祇園1丁目 - 3丁目、4丁目の一部
- 霧島1丁目 - 4丁目、5丁目の一部
- 清水
- 橘通西4丁目、5丁目の一部
- 中津瀬町
- 西池町
- 花殿町
- 船塚1丁目 - 2丁目の全部、3丁目の一部
- 和知川原

## アクセス
- 宮崎交通 - 中津瀬町バス停から徒歩5分ほど　　　
  - 平和台・平和台公園レストハウス前行き　系統8番
- 宮崎交通 - 原町バス停から徒歩3分ほど　　　　
  - 文化公園　系統2番　古賀病院　系統24番　　　　　
  - （朝のみ運行）宮崎神宮　系統2番